# Конный портрет герцога Лерма
«Ко́нный портре́т ге́рцога Ле́рма» — полотно, написанное фламандским живописцем Питером Паулем Рубенсом в 1603 году. На портрете изображён Франсиско Гомес де Сандоваль-и-Рохас, 1-й герцог Лерма, фаворит и первый министр испанского короля Филиппа III. В настоящее время портрет выставляется в музее Прадо в Мадриде.
Рубенс создал эту картину во время поездки в Испанию. По поручению Винченцо I Гонзага, герцога Мантуи и Монферрата и своего покровителя, Рубенс ездил с дипломатической миссией к королю Филиппу и герцогу Лерма.
При создании полотна Рубенс вдохновлялся произведением Тициана — «Конным портретом Карла V». Он изобразил Лерма едущим навстречу зрителю. Герцог одет как главнокомандующий испанской армией. На нём доспехи, в руках он держит жезл. Военную тематику подчёркивает сцена сражения на заднем плане. Знак рыцарей Святого Иакова является единственным украшением Лерма. Пальма за спиной герцога усиливает эффект помпезности и театральности. Пышный парадный портрет относится к стилю барокко.Этой картиной Рубенс задал ориентир для последующих конных портретов, в частности, кисти Антониса Ван Дейка и Гаспара де Крайера.
Когда герцог Лерма вышел из фавора, полотно Рубенса осталось в королевской коллекции живописи до тех пор, когда следующий испанский монарх Филипп IV не подарил его адмиралу Кастилии. Портрет хранился в частных коллекциях до 1969 года, когда его приобрёл музей Прадо.